# Rissoella diaphana
Rissoella diaphana är en snäckart. Rissoella diaphana ingår i släktet Rissoella och familjen Rissoellidae. Inga underarter finns listade i Catalogue of Life.